# Formigueiro-do-caura
Formigueiro-do-caura (nome científico: Myrmelastes caurensis) é uma espécie de ave pertencente à família dos tamnofilídeos. Ocorre no Brasil, e Venezuela.
Seu nome popular em língua inglesa é "Caura antbird".